# Lamonzie-Saint-Martin
Lamonzie-Saint-Martin è un comune francese di 2 741 abitanti situato nel dipartimento della Dordogna nella regione della Nuova Aquitania.

## Società

### Evoluzione demografica
Abitanti censiti